# Jaume Masià
Jaume Masià Vargas (Algemesí, 31 de outubro de 2000) é um motociclista espanhol que compete na MotoGP (categoria Moto3), pela equipe Leopard Racing.

## Carreira
Participou de 2 temporadas da CEV Moto3 Junior (2015 e 2017, onde foi vice-campeão) e também correu na Red Bull MotoGP Rookies Cup, em 2014.
Em 2017, foi escalado para disputar o GP da Áustria pela equipe Platinum Bay Real Estate, substituindo o lesionado Darryn Binder. Aos 16 anos, Masiá surpreendeu ao chegar em 9º lugar e obter a volta mais rápida da prova. Seu desempenho agradou o time, que o inscreveu em outras 2 corridas - abandonou em Silverstone e terminou em décimo na etapa de San Marino. Ainda correu no GP de Aragão, pela equipe Cuna de Campeones, novamente pilotando uma KTM.
Para a temporada 2018 da Moto3, assinou com a equipe Bester Capital Dubai, pilotando uma KTM RC250GP. Na etapa da Catalunha, obteve a volta mais rápida, mesmo tendo abandonado a corrida. Venceu pela primeira vez na categoria no GP da Argentina de 2019, terminando o campeonato em 9º lugar, com 121 pontos.
Em 2020, Masià assinou com a equipe Leopard Racing, pilotando uma moto Honda. Obteve 3 pódios (2 vitórias e um segundo lugar), 2 voltas mais rápidas e uma pole-position, ficando na sexta posição na classificação final. Voltaria a correr na KTM um ano depois, desta vez representando a Ajo por 2 temporadas.
Para a temporada 2020, o espanhol voltou a pilotar uma moto Honda da equipe Leopard Racing.

## Links
- Perfil no site da MotoGP